# Les chansons en or
Les chansons en or è l'undicesimo album della cantante canadese Céline Dion, ed il quarto greatest hits, pubblicato in Canada il 22 aprile 1986.

## Descrizione
Céline Dion lavorò molto duramente negli ultimi cinque anni. Aveva registrato nove album per il mercato canadese (cinque album registrati in studio, due album di Natale, una registrazione dal vivo e tre raccolte). Pubblicò anche due raccolte in Francia. La Dion ottenne le certificazioni di disco d'oro e di platino per i suoi album e singoli e ricevette undici Félix Award, due Yamaha Music Festival Award e una vittoria all'Eurovision Song Contest. Era giunto il momento di riassumere questi risultati ed è così che nacque la raccolta Le chansons en or.
L'album fu promosso dal singolo inedito Fais ce que tu voudras, con testi di Eddy Marnay e musiche di René Grignon, giovane compositore che inviò una demo della canzone pochi mesi prima della pubblicazione.
La Dion realizzò il suo primo video musicale per un singolo, anche se pubblicò già un video, però girato per una canzone inglese, Listen to the Magic Man del 1985, prima canzone di Céline in inglese, registrata in studio. Questo album di grande successo è stato il primo album di Céline Dion pubblicato su un CD. Il video musicale di Fais ce que tu voudras fu candidato ai Félix Award, nella categoria Miglior Video dell'Anno.

## Tracce

### Les chansons en or
1. Ce n'était qu'un rêve – 3:54 (Thérèse Dion, Jacques Dion, Céline Dion)
2. La voix du Bon Dieu – 3:19 (Eddy Marnay, Suzanne Dumont)
3. Tellement j'ai d'amour pour toi – 3:00 (Marnay, Hubert Giraud)
4. D'amour ou d'amitié – 4:01 (Marnay, Roland Vincent, Jean Pierre Lang)
5. Mon ami m'a quittée – 3:02 (Marnay, Christian Loigerot, Thierry Geoffroy)
6. Les chemins de ma maison – 4:20 (Marnay, Patrick Lemaitre, Alain Bernard)
7. Mon rêve de toujours – 4:20 (Marnay, Jean-Pierre Goussaud)
8. Mélanie – 3:46 (Marnay, Diane Juster)
9. Une colombe – 3:13 (Marcel Lefebvre, Paul Baillargeon)
10. C'est pour toi – 4:05 (Marnay, François Orenn)
11. Fais ce que tu voudras (Inedito) – 3:43 (Marnay, René Grignon)